# Clifford-Algebra
Die Clifford-Algebra ist ein nach William Kingdon Clifford benanntes mathematisches Objekt aus der Algebra, welches die komplexen und hyperkomplexen Zahlensysteme erweitert. Sie findet in der Differentialgeometrie sowie in der Quantenphysik Anwendung. Sie dient der Definition der Spin-Gruppe und ihrer Darstellungen, der Konstruktion von Spinorfeldern / -bündeln, die wiederum zur Beschreibung von Elektronen und anderen Elementarteilchen wichtig sind, sowie zur Bestimmung von Invarianten auf Mannigfaltigkeiten.

## Die Frage nach komplexen Einheiten

### Vorbetrachtung
Es gibt in der Mathematik Zahlensysteme (Divisionsalgebren mit Einselement) mit komplexen Einheiten, genauer die komplexen Zahlen, die Quaternionen und Oktaven. In diesen können jeweils 1, 3 oder 7 Elemente {\displaystyle \mathbf {i} _{k}} fixiert werden, welche mit der 1 zusammen den Zahlenraum als reellen Vektorraum aufspannen und welche (nicht nur) {\displaystyle (\mathbf {i} _{k})^{2}=-1} erfüllen. Manchmal reicht das nicht aus. Zu einer beliebigen Anzahl {\displaystyle n} werden Strukturen gesucht, welche die reellen Zahlen und Elemente {\displaystyle \mathbf {i} _{1},\dots ,\mathbf {i} _{n}} enthalten und in der ein Produkt {\displaystyle \circ } definiert ist, welches die Bedingungen
{\displaystyle \mathbf {i} _{k}\circ \mathbf {i} _{l}+\mathbf {i} _{l}\circ \mathbf {i} _{k}=2\sigma _{k}\delta _{kl}}
erfüllt, wobei {\displaystyle \delta _{kl}} das Kroneckersymbol ist und {\displaystyle \sigma _{k}=\pm 1}. Das Verknüpfungssymbol lässt man gerne weg.
Die Elemente {\displaystyle \mathbf {i} _{k}} heißen die Erzeugenden oder Generatoren der Clifford-Algebra. Das Produkt aller Erzeugenden wird durch {\displaystyle \omega } bezeichnet, {\displaystyle \omega =\mathbf {i} _{1}\mathbf {i} _{2}\cdots \mathbf {i} _{n}}. Das Quadrat von {\displaystyle \omega }
kann +1 oder −1 sein.
Diese Struktur ist, bis auf die genannten Beispiele, kein Zahlensystem in obigem Sinne, sondern kann nur als Algebra realisiert werden, in welcher die {\displaystyle \mathbf {i} _{k}} Erzeugende sind. Eine solche Algebra wird Clifford-Algebra genannt, nach William Kingdon Clifford, der sie im Jahr 1878 entdeckt hat. Sie wird mit {\displaystyle Cl(p,q)} oder {\displaystyle Cl(p,q,\mathbb {R} )} bezeichnet, falls
{\displaystyle \sigma _{1}=\dots =\sigma _{p}=-1} und {\displaystyle \sigma _{p+1}=\dots =\sigma _{p+q}=1}
und sonst keine algebraische Beziehung der Erzeugenden gilt.
Bis hierher haben wir formale Rechenregeln aufgestellt, wissen aber noch nichts über die Existenz, Eindeutigkeit und Struktur einer solchen Algebra. Dieses Problem ist sofort gelöst, wenn man die Clifford-Algebra als Teil einer reellen Matrixalgebra darstellen kann.

### Allgemeinere Betrachtung
Im mathematischen Teil werden die Rechenregeln durch eine universelle Eigenschaft ergänzt und die Clifford-Algebra aus einer Tensoralgebra konstruiert. Es sei vorerst nur angemerkt, dass die Erzeugenden {\displaystyle \mathbf {i} _{1},\dots ,\mathbf {i} _{n}} einen reellen (Unter-)Vektorraum {\displaystyle V} der Dimension n=p+q innerhalb der Algebra aufspannen. Summiert man die definierende Eigenschaft über die Koordinatendarstellung eines Vektors {\displaystyle {\vec {v}}=x^{1}i_{1}+\dots +x^{n}i_{n}} dieses Vektorraums, so ergibt sich eine koordinatenfreie (in physikalischer Sprechweise: kovariante) Darstellung der definierenden algebraischen Relation.
{\displaystyle {\vec {v}}\circ {\vec {v}}=-Q({\vec {v}})\cdot 1_{\mathbb {R} }}, wobei
{\displaystyle Q({\vec {v}}):=(x^{1})^{2}+\dots +(x^{p})^{2}-(x^{p+1})^{2}-\dots -(x^{n})^{2}}
eine quadratische Funktion auf {\displaystyle V} ist, welche ein (Pseudo-)Skalarprodukt definiert:
{\displaystyle Q(t{\vec {v}})=t^{2}Q({\vec {v}})} und
{\displaystyle \langle {\vec {v}},{\vec {w}}\rangle :={\frac {1}{4}}Q({\vec {v}}+{\vec {w}})-{\frac {1}{4}}Q({\vec {v}}-{\vec {w}})}.
Die Erzeugenden bilden dann eine Orthonormalbasis auf {\displaystyle (V,\langle \cdot ,\cdot \rangle )}.
Ein solches Paar aus reellem Vektorraum und darauf definierter quadratischer Funktion {\displaystyle (V,Q)} ist der Ausgangspunkt für die mathematische Theorie der Clifford-Algebren.

## Definition
Sei {\displaystyle k} ein Körper und {\displaystyle (V,Q)} ein endlichdimensionaler quadratischer Raum.
Dann ist die Clifford-Algebra {\displaystyle Cl(V,Q)} des quadratischen Raums {\displaystyle (V,Q)} definiert als die größte assoziative, aber nicht notwendig kommutative Algebra über {\displaystyle k}, die von {\displaystyle V} und dem Einselement {\displaystyle 1_{Cl}} erzeugt wird und deren Multiplikation die Relation
{\displaystyle v\cdot v=-Q(v)1_{Cl}}
erfüllt.
Dies ist wohldefiniert, da gezeigt werden kann, dass eine lineare Einbettung (also ein Vektorraumhomomorphismus) {\displaystyle j\colon (V,Q)\to A} in eine assoziative {\displaystyle k}-Algebra mit Eins, so dass die Relation
{\displaystyle j(v)\cdot j(v)=-Q(v)1_{Cl}}
gilt, zu einem {\displaystyle k}-Algebra-Homomorphismus {\displaystyle {\tilde {f}}\colon Cl(V,Q)\to A} fortgesetzt werden kann. Daher ist die Clifford-Algebra bis auf Isomorphie eindeutig.

## Beispiele

### Komplexe Zahlen
Die komplexen Zahlen {\displaystyle \mathbb {C} } können als einfachste Clifford-Algebra mit einer einzigen Erzeugenden verstanden werden. Der Vektorraum {\displaystyle V} ist eindimensional und von {\displaystyle i} erzeugt, also {\displaystyle V=i\mathbb {R} } und die quadratische Form auf {\displaystyle V} ist {\displaystyle Q(x)=x^{2}}. Die Algebra ist als reeller Vektorraum zweidimensional mit {\displaystyle 1=1_{Cl}} und {\displaystyle i\in V} als Basiselementen, sie lässt sich identifizieren mit der Algebra der 2x2-Matrizen der Form
{\displaystyle {\begin{pmatrix}a&-b\\b&a\end{pmatrix}}}.
Solche Matrizen erfüllen also die Gleichung
{\displaystyle x\cdot x=-x^{2}\cdot {\begin{pmatrix}1&0\\0&1\end{pmatrix}}}.
Diese Clifford-Algebra {\displaystyle Cl(\mathbb {R} ,x^{2})} wird auch, da sie ein Beispiel einer reellen Clifford-Algebra ist, mittels {\displaystyle Cl(1,0)} notiert. Dies wird später in diesem Artikel definiert.

### Quaternionen
Die Quaternionen ergeben sich aus der Clifford-Algebra {\displaystyle Cl(2,0)}. Die Erzeugenden {\displaystyle (i,j)} haben ein nichttriviales Produkt {\displaystyle k=i\cdot j}, aus den definierenden Eigenschaften des Produkts ergibt sich, dass es mit dem Produkt der Quaternionen übereinstimmt. Der Vektorraum {\displaystyle V} ist reell zweidimensional, die Algebra reell vierdimensional. Eine Matrixdarstellung ist die Teilalgebra der komplexen 2x2-Matrizen
{\displaystyle {\begin{pmatrix}a&b\\-{\bar {b}}&{\bar {a}}\end{pmatrix}}},
durch Einsetzen der reellen 2x2-Matrizen der komplexen Zahlen {\displaystyle a} und {\displaystyle b} ergibt sich eine Teilalgebra der reellen 4x4-Matrizen.

### Anormal-komplexe Zahlen
Die Algebra der anormal-komplexen Zahlen {\displaystyle Cl(0,1)}, hat ein Erzeugendes {\displaystyle i} mit Quadrat 1. Daher können Elemente {\displaystyle a+b\,\mathrm {i} } der reell 2-dimensionalen Algebra in zwei Summanden aufgespaltet werden {\displaystyle {\tfrac {1}{2}}\,(a+b)\,(1+\mathrm {i} )+{\tfrac {1}{2}}\,(a-b)\,(1-\mathrm {i} )}, von denen der erste unter Multiplikation mit {\displaystyle i} sein Vorzeichen behält und der zweite sein Vorzeichen ändert. In der Multiplikation zweier Elemente multiplizieren sich diese Summanden separat, wie in der Multiplikation zweier Diagonalmatrizen. Die Algebra ist also isomorph zur direkten Summe zweier Kopien von {\displaystyle \mathbb {R} }, {\displaystyle Cl(0,1)\cong \mathbb {R} \oplus \mathbb {R} }.

### Graßmann-Algebra
Die Graßmann-Algebra {\displaystyle \Lambda V} eines reellen Vektorraumes {\displaystyle V} ist die Clifford-Algebra {\displaystyle Cl(V,0)} mit der trivialen quadratischen Form {\displaystyle Q=0}. Innerhalb einer beliebigen Clifford-Algebra kann die Graßmann-Algebra konstruiert werden, indem das Keilprodukt als {\displaystyle u\wedge v={\tfrac {1}{2}}(uv-vu)} – und analog als alternierende Summe bei mehr als zwei Faktoren – definiert wird.
Es kann umgekehrt jede Clifford-Algebra {\displaystyle Cl(V,Q)} innerhalb der Graßmann-Algebra {\displaystyle \Lambda V} konstruiert werden, indem in dieser ein neues Produkt {\displaystyle \circ } definiert wird als
{\displaystyle v\circ w:=v\wedge w-q(v,w)}.
Die Dimension der Algebra bleibt dabei erhalten, sie ist {\displaystyle 2^{n}}, wobei {\displaystyle n=\dim(V)}.
Diese Beziehung ist unter anderem für die Quantisierung supersymmetrischer Feldtheorien wichtig.

## Alternative Definitionen
Die Clifford-Algebra ist ein aus mathematischer Sicht natürliches Konstrukt zu einem Vektorraum mit darauf definierter quadratischer Form, denn sie kann als initiales Objekt einer Kategorie charakterisiert werden.

### Als initiales Objekt
Man betrachte die Kategorie aller assoziativen {\displaystyle \mathbb {K} }-Algebren {\displaystyle A}, in welche {\displaystyle V} eingebettet ist, das heißt aller Paare {\displaystyle (A,j)} mit {\displaystyle j\colon V\to A} linear, die zusätzlich noch die Eigenschaft
{\displaystyle j(v)\cdot j(v)=-Q(v)\cdot 1_{A}} für alle {\displaystyle v} aus {\displaystyle V}
beziehungsweise die äquivalente Aussage
{\displaystyle j(v)\cdot j(w)+j(w)\cdot j(v)=-2q(v,w)\cdot 1_{A}}
für alle {\displaystyle v}, {\displaystyle w} aus {\displaystyle V} erfüllen. Die Morphismen dieser Kategorie sind Algebrenmorphismen, die die eingebetteten Kopien von V ineinander überführen, das heißt {\displaystyle \phi \colon (A,j)\to (B,k)} erfüllt nicht nur {\displaystyle \phi (ab)=\phi (a)\phi (b)}, sondern auch {\displaystyle \phi (j(v))=k(v)}.
Ein initiales Objekt einer Kategorie ist dadurch ausgezeichnet, dass es zu jedem anderen Objekt der Kategorie genau einen Morphismus gibt. Wenn es mehrere initiale Objekte gibt, dann sind diese isomorph. Jedes initiale Objekt {\displaystyle (A,j)} der hier betrachteten Kategorie, sofern überhaupt eins existiert, wird Clifford-Algebra {\displaystyle Cl(V,Q)=A} genannt. Zu jedem weiteren Paar {\displaystyle (B,k)} der Kategorie gibt es also einen eindeutig bestimmten Algebrenmorphismus {\displaystyle \varphi \colon Cl(V,Q)\to B} mit {\displaystyle k=\varphi \circ j}.
Es sei im Folgenden {\displaystyle V} mit seiner Einbettung {\displaystyle j(V)\subset Cl(V,Q)} identifiziert, das heißt, die Abbildung {\displaystyle j} wird nicht mehr explizit erwähnt.

### Konstruktion in der Tensoralgebra
In der Tensoralgebra {\displaystyle T(V)} sei das Ideal {\displaystyle {\mathcal {I}}:={\mbox{span}}_{T(V)}\{v\otimes w+w\otimes v+q(v,w):\;v\,,w\in V\}} definiert. Dann ist der Quotient {\displaystyle T(V)/{\mathcal {I}}} eine Realisierung der Clifford-Algebra {\displaystyle Cl(V,Q)}.

## Spezielle Clifford-Algebren

### Reelle Clifford-Algebren
Im Folgenden sei {\displaystyle V\cong \mathbb {R} ^{n}} ein n-dimensionaler Vektorraum.
- Falls {\displaystyle V} mit dem Standardskalarprodukt ausgestattet ist, so wird die dadurch erzeugte Clifford-Algebra auch mit {\displaystyle Cl(n,0)} bezeichnet. Die Erzeugenden sind dann die kanonischen Basisvektoren {\displaystyle \mathbf {i} _{k}:=\mathbf {e} _{k}}, die quadratische Form, die aus dem Standardskalarprodukt induziert wird, ist die Quadratsumme der Koordinaten.

- Ist der Raum {\displaystyle V} mit der Minkowski-Form mit der Signatur {\displaystyle (p,q)} ausgestattet, so dass {\displaystyle n:=p+q} gilt. Dann ist die quadratische Form durch

{\displaystyle Q({\vec {x}})=x_{1}^{2}+\dots +x_{p}^{2}-x_{p+1}^{2}-\dots -x_{n}^{2}}
gegeben. So wird die reelle Clifford-Algebra auch mit {\displaystyle Cl(p,q)=Cl(p,q,\mathbb {R} )} notiert.

### Komplexe Clifford-Algebren
Zu jeder reellen Clifford-Algebra kann auch die komplexifizierte Algebra
{\displaystyle \mathbb {\mathbb {C} } l(p+q):=Cl(p,q,\mathbb {R} )\otimes \mathbb {C} }
definiert werden. Diese Definition ist unabhängig vom komplexifizierten Skalarprodukt, denn auf {\displaystyle \mathbb {C} ^{n}} gibt es – bis auf Isomorphie – genau eine eindeutig bestimmte, nicht ausgeartete quadratische Form.

## Eigenschaften

### Graduierung
Die Abbildung
{\displaystyle {\begin{aligned}j_{-}\colon V&\to Cl(V,Q)\\v&\mapsto j_{-}(v):=-v\end{aligned}}}
erfüllt ebenfalls die definierende Identität {\displaystyle j_{-}(v)^{2}=-Q(v)}, somit gibt es wegen der universellen Eigenschaft einen Algebrenisomorphismus {\displaystyle \kappa \colon Cl(V,Q)\to Cl(V,Q)} mit {\displaystyle \kappa (v)=-v} für alle {\displaystyle v\in V} und {\displaystyle \kappa ^{2}=\mathrm {id} }. Damit zerfällt die Clifford-Algebra in einen geraden Teil
{\displaystyle Cl^{0}(V,Q):=\mathrm {Kern} (\mathrm {id} -\kappa )=\mathrm {Bild} (\mathrm {id} +\kappa )}
und einen ungeraden Teil
{\displaystyle Cl^{1}(V,Q):=\mathrm {Kern} (\mathrm {id} +\kappa )=\mathrm {Bild} (\mathrm {id} -\kappa )\,.}
Diese Zerlegung erzeugt eine {\displaystyle \mathbb {Z} _{2}}–Graduierung der Algebra, Produkte gerade-gerade und ungerade-ungerade ergeben gerade Elemente, Produkte gerade-ungerade ergeben ungerade Elemente. So sind Produkte mit einer geraden Anzahl von Faktoren aus V gerade, Produkte mit einer ungeraden Anzahl von Faktoren aus V ungerade.
{\displaystyle Cl^{0}(V,Q)} ist eine Unteralgebra der Clifford-Algebra und wird auch als zweite Clifford-Algebra bezeichnet, {\displaystyle Cl^{1}(V,Q)} ist ein lediglich ein Modul bezüglich {\displaystyle Cl^{0}(V,Q)}.

### Filtrierte Algebra
Da die Clifford-Algebra als Quotient aus der Tensoralgebra aufgefasst werden kann und die Tensoralgebra eine natürliche Filtrierung besitzt, kann auch für die Clifford-Algebra eine Filtrierung erklärt werden. Die Abbildung {\displaystyle \pi _{Q}\colon T(V)\to Cl(V,Q)} ist die natürliche Projektion von der Tensoralgebra in den Quotientenraum {\displaystyle Cl(V,Q)} und {\displaystyle T_{1}(V)\subset T_{2}(V)\subset \cdots \subset T(V)} die Filtrierung der Tensoralgebra. Setzt man {\displaystyle Cl_{i}(V,Q)=\pi _{Q}(T_{i}(V))} so wird die Clifford-Algebra ebenfalls zu einer filtrierten Algebra.

## Beziehung zur orthogonalen Gruppe
Sei {\displaystyle V} ein Vektorraum mit nicht ausgearteter symmetrischer Bilinearform {\displaystyle q} und {\displaystyle Q(v)=q(v,v)}. In der Clifford-Algebra {\displaystyle Cl(V,Q)} können dann Spiegelungen in {\displaystyle V} dargestellt werden. Dazu wird eine elementare Folgerung aus der Struktur des Produkts benutzt:
{\displaystyle {\frac {vxv}{\langle v,v\rangle }}=-{\frac {(2\langle v,x\rangle +xv)v}{\langle v,v\rangle }}=-2{\frac {\langle v,x\rangle v}{\langle v,v\rangle }}+x.}
Ist {\displaystyle v} ein Einheitsvektor, {\displaystyle |\langle v,v\rangle |=1}, so ist die Abbildung {\displaystyle v\mapsto S(v)}, {\displaystyle S(v)x:={\tfrac {vxv}{\langle v,v\rangle }}=\pm vxv} die Spiegelung an der zu {\displaystyle v} senkrechten Hyperebene. Jede Spiegelung ist eine orthogonale Abbildung, somit ist die von den Spiegelungen erzeugte Gruppe eine Untergruppe der orthogonalen Gruppe.

### Die Pin-Gruppe
Umgekehrt lässt sich jede orthogonale Abbildung in ein Produkt aus Spiegelungen zerlegen, siehe Householdertransformation beziehungsweise QR-Zerlegung. Die Zerlegung ist nicht eindeutig, aber die Clifford-Produkte der Einheitsvektoren der Spiegelmatrizen unterscheiden sich höchstens im Vorzeichen.
Zunächst wird die Pin-Gruppe als Menge aller Produkte von Einheitsvektoren definiert:
{\displaystyle \operatorname {Pin} (V):=\{v_{1}\dots v_{k}:k\in \mathbb {N} ,v_{i}\in V,\langle v_{i},v_{i}\rangle =\pm 1\}.}
Diese Menge ist ein Untermonoid des multiplikativen Monoids der Clifford-Algebra und wird zur Gruppe durch die Existenz eines Inversen: {\displaystyle v_{1}\dots v_{k}v_{k}\dots v_{1}=\pm 1}. Es gibt Produkte, deren Faktoren unterschiedlich sind, die aber dasselbe Element der Pin-Gruppe bezeichnen, etwa gilt für orthogonale Einheitsvektoren {\displaystyle v} und {\displaystyle w} mit {\displaystyle Q(v)=Q(w)} und jedes Paar {\displaystyle (c,s)=(\cos \,\alpha ,\sin \,\alpha )}
{\displaystyle (cv-sw)(sv+cw)=vw}.
Jedoch gilt, dass jedem Element aus {\displaystyle \operatorname {Pin} (V)} genau eine orthogonale Abbildung
{\displaystyle {\tilde {S}}(v_{1}\dots v_{k})(\cdot ):=v_{1}\dots v_{k}(\cdot )(v_{1}\dots v_{k})^{-1}=S(v_{1})S(v_{2})\dots S(v_{k})(\cdot )}
entspricht, deren Unabhängigkeit von der gewählten Faktorisierung aus der Eindeutigkeit des Inversen folgt. Weiter ist bekannt, dass {\displaystyle {\tilde {S}}\colon \operatorname {Pin} (V)\to O(V)} surjektiv der Ordnung 2 ist, d. h. eine zweifache Überlagerung. Die Urbilder der gleichen orthogonalen Abbildung unterscheiden sich nur um das Vorzeichen.

### Die Spin-Gruppe
Physikalisch und geometrisch bedeutsam ist aber eine Untergruppe der Pin-Gruppe, die Spin-Gruppe
{\displaystyle {\mbox{Spin}}(V):=\{v_{1}\dots v_{2k}\in {\mbox{Pin}}(V):k\in \mathbb {N} \}={\mbox{Pin}}(V)\cap Cl^{0}(V)}
der Produkte mit gerader Anzahl von Faktoren (aus der spielerischen Neudeutung der Spin-Gruppe als „spezielle Pin-Gruppe“ ergab sich der Begriff „Pin“-Gruppe). Von dieser ist bekannt, dass sie eine zweifache Überlagerung der speziellen orthogonalen Gruppe {\displaystyle SO(V)} ist, sowie dass sie, sofern die Dimension des zugrundeliegenden Vektorraumes größer als 2 ist, einfach zusammenhängend, das heißt universelle Überlagerung ist. Da die Matrixgruppe {\displaystyle SO(n)} eine Darstellung vom Gewicht 2 von {\displaystyle {\mbox{Spin}}(n)} ist, sagt man in der Physik auch, dass Darstellungen der Spin-Gruppe vom Gewicht 1 Spin-{\displaystyle {\tfrac {1}{2}}}-Darstellungen der orthogonalen Gruppe seien.

## Darstellungen
Eine Darstellung einer Algebra ist eine Einbettung dieser in die Algebra der Endomorphismen eines Vektorraums, also (nach Basiswahl) in eine Matrixalgebra. Dabei können die Matrizen reelle, komplexe oder quaternionische Einträge haben.
Es lässt sich zeigen, dass jede Clifford-Algebra zu einer Matrixalgebra oder der direkten Summe zweier Matrix-Algebren über den reellen Zahlen {\displaystyle \mathbb {R} }, den komplexen Zahlen {\displaystyle \mathbb {C} } oder den Quaternionen {\displaystyle \mathbb {H} } isomorph ist.

### Reelle Clifford-Algebra
| (p−q) mod 8 | ω2 | Cl(p,q,ℝ) (p+q = 2m) | (p−q) mod 8 | ω2 | Cl(p,q,ℝ) (p+q = 2m + 1) |
| ----------- | -- | -------------------- | ----------- | -- | ------------------------ |
| 0           | +  | M(2m, ℝ)             | 1           | −  | M(2m, ℂ)                 |
| 2           | −  | M(2m−1, ℍ)           | 3           | +  | M(2m−1, ℍ) ⊕ M(2m−1, ℍ)  |
| 4           | +  | M(2m−1, ℍ)           | 5           | −  | M(2m, ℂ)                 |
| 6           | −  | M(2m, ℝ)             | 7           | +  | M(2m, ℝ) ⊕ M(2m, ℝ)      |

Dabei gelten die folgenden allgemeinen Isomorphien:
- {\displaystyle Cl(d,0)\otimes Cl(0,2)\cong Cl(0,d+2)}
- {\displaystyle Cl(0,d)\otimes Cl(2,0)\cong Cl(d+2,0)}
- {\displaystyle Cl(p,q)\otimes Cl(1,1)\cong Cl(p+1,q+1)}

### Komplexe Clifford-Algebra
Die Darstellung der komplexen Clifford-Algebra ist einfacher als die der reellen. Es gilt nämlich
{\displaystyle \mathbb {C} l(n)\cong {\begin{cases}M\left(2^{\frac {n}{2}},\mathbb {C} \right)&n\ {\mbox{gerade}}\\M\left(2^{\frac {n-1}{2}},\mathbb {C} \right)\oplus M\left(2^{\frac {n-1}{2}},\mathbb {C} \right)&n\ {\mbox{ungerade}}\,.\end{cases}}}
In diesem Zusammenhang gilt die Isomorphie
{\displaystyle \mathbb {C} l(n)\otimes M(2,\mathbb {C} )\cong \mathbb {C} l(n+2)\,,}
die auch essentiell für den Beweis der Darstellung ist. Ist {\displaystyle n} gerade, so nennt man {\displaystyle \mathbb {C} ^{m}} mit {\displaystyle m=2^{\frac {n}{2}}} der natürlichen Graduierung {\displaystyle \mathbb {R} ^{m}\oplus \mathbb {R} ^{m}} in diesem Zusammenhang Spinor-Modul.

### Niedrigdimensionale Beispiele
Die Dimension von {\displaystyle Cl(p,q)} als reeller Vektorraum ist 2p+q. Damit lässt sich die Clifford-Algebra durch reelle Matrizen dieser Dimension darstellen, welche die Multiplikation in der Algebra beschreiben. Diese Darstellung ist nicht minimal, d. h., es gibt Matrizen geringerer Dimension, welche das gleiche leisten, siehe [1] und die Beispiele unten.
- {\displaystyle Cl(1,0)\cong \mathbb {C} }

hat den Generator {\displaystyle e_{1}} mit {\displaystyle e_{1}^{2}=-1}. Es gibt also eine komplex eindimensionale Darstellung, welche {\displaystyle e_{1}} auf die imaginäre Einheit i abbildet, und die entsprechende reell zweidimensionale.
- {\displaystyle Cl(0,1)\cong \mathbb {R} \oplus \mathbb {R} }

Der Generator ist {\displaystyle e:=e_{1}} mit {\displaystyle e^{2}=1}. Jedes Element {\displaystyle a+be} der Algebra kann in zwei Summanden {\displaystyle {\tfrac {1}{2}}(a+b)(1+e)} und {\displaystyle {\tfrac {1}{2}}(a-b)(1-e)} aufgespaltet werden. Da {\displaystyle (1+e)(1-e)=0} gilt, erhält sich diese Aufspaltung unter Produktbildung. Die Clifford-Algebra ist also isomorph zum {\displaystyle \mathbb {R} ^{2}} mit komponentenweisem Produkt, wobei {\displaystyle e} dem Element {\displaystyle (1,-1)} entspricht und das Einselement dem Element {\displaystyle (1,1)}. Diese direkte Summe zweier Algebren kann auch als Algebra der 2x2-Diagonalmatrizen realisiert werden.
- {\displaystyle Cl(2,0)\cong \mathbb {H} }

hat die Generatoren {\displaystyle i:=e_{1}} und {\displaystyle j:=e_{2}} und deren Produkt k=ij mit den Relationen
{\displaystyle i^{2}=j^{2}=-1,\;k=ij=-ji,\;ijk=k^{2}=-ijji=-1,\;}.
Man rechnet nach, dass dies zur Algebra der Quaternionen isomorph ist.
- {\displaystyle Cl(1,1)\cong M_{2}(\mathbb {R} )}

hat die Generatoren {\displaystyle i} und {\displaystyle e}, {\displaystyle i^{2}=-1}, {\displaystyle e^{2}=1} und {\displaystyle ie=-ei}. Man überzeugt sich, dass die Generatoren folgenden reellen 2x2-Matrizen entsprechen:
{\displaystyle 1={\begin{pmatrix}1&0\\0&1\end{pmatrix}},\;e={\begin{pmatrix}1&0\\0&-1\end{pmatrix}},\;i={\begin{pmatrix}0&-1\\1&0\end{pmatrix}},\;ie={\begin{pmatrix}0&1\\1&0\end{pmatrix}}}
somit alle reellen Matrizen erreicht werden.
- {\displaystyle Cl(0,2)\cong M_{2}(\mathbb {R} )}

hat die Generatoren {\displaystyle e_{1}} und {\displaystyle e_{2}} mit Quadrat 1, deren Produkt {\displaystyle i:=e_{1}e_{2}} hat das Quadrat {\displaystyle -1}, somit ist diese Algebra isomorph zur vorhergehenden.

### Quantenphysikalisch bedeutsame Beispiele
- {\displaystyle Cl(3,0)\cong Cl(2,0)\otimes Cl(0,1)\cong \mathbb {H} \oplus \mathbb {H} } (Biquaternionen)

hat die Erzeuger {\displaystyle e_{1}}, {\displaystyle e_{2}} und {\displaystyle e_{3}} mit den Relationen
{\displaystyle (\mathbf {e} _{i})^{2}=-1}, {\displaystyle \mathbf {e} _{i}\mathbf {e} _{k}=-\mathbf {e} _{k}\mathbf {e} _{i}}, {\displaystyle (\mathbf {e} _{i}\mathbf {e} _{k})^{2}=-1}, {\displaystyle (\mathbf {e} _{1}\mathbf {e} _{2}\mathbf {e} _{3})^{2}=1}.
Sowohl reelle als auch komplexe Darstellungen zerfallen als {\displaystyle V=V_{+}\oplus V_{-}}, wobei {\displaystyle V_{+}} Nullraum des Projektors {\displaystyle (1-\omega )/2} und {\displaystyle V_{-}} Nullraum des Projektors {\displaystyle (1+\omega )/2} mit {\displaystyle \omega :=e_{1}e_{2}e_{3}} ist. Es gilt {\displaystyle e_{k}\omega =\omega e_{k}}, so dass beide Untervektorräume voneinander unabhängige Unterdarstellungen erzeugen.
Eine rein negative Darstellung, d. h. mit {\displaystyle V_{+}=0}, ist direkt zur Quaternionen-Algebra isomorph,
{\displaystyle e_{1}\to i,e_{2}\to j,e_{3}\to k},
eine rein positive ist konjugiert isomporph,
{\displaystyle e_{1}\to -i,e_{2}\to -j,e_{3}\to -k}.
In beiden Fällen gilt das zu {\displaystyle Cl(2,0,\mathbb {R} )} gesagte.
- {\displaystyle Cl(2,1)\cong Cl(1,1)\otimes Cl(1,0)\cong M_{2}(\mathbb {C} )}

- {\displaystyle Cl(1,2)\cong Cl(1,1)\otimes Cl(0,1)\cong M_{2}(\mathbb {R} )\oplus M_{2}(\mathbb {R} )}

- {\displaystyle Cl(0,3)\cong Cl(0,2)\otimes Cl(1,0)\cong \mathbb {H} \otimes _{\mathbb {R} }\mathbb {C} }

- {\displaystyle Cl(4,0)\cong Cl(2,0)\otimes Cl(0,2)\cong M_{2}(\mathbb {H} )}

Der gerade Teil dieser Algebra, der die {\displaystyle Spin_{4}}-Gruppe enthält, ist zu {\displaystyle Cl(3,0)} isomorph. Er wird erzeugt von {\displaystyle \mathbf {f} _{1}:=\mathbf {e} _{1}\mathbf {e} _{4},\;\mathbf {f} _{2}:=\mathbf {e} _{2}\mathbf {e} _{4}\;\mathbf {f} _{3}:=\mathbf {e} _{3}\mathbf {e} _{4}}, es ist z. B. {\displaystyle \mathbf {e} _{1}\mathbf {e} _{2}=\mathbf {f} _{1}\mathbf {f} _{2}}.
- {\displaystyle Cl(3,1)\cong Cl(1,1)\otimes Cl(2,0)\cong M_{2}(\mathbb {H} )}

{\displaystyle Cl^{0}(3,1)\cong Cl(3,0)\cong \mathbb {H} \oplus \mathbb {H} } oder
{\displaystyle Cl^{0}(3,1)\cong Cl(2,1)\cong M_{2}(\mathbb {C} )}
- {\displaystyle Cl(1,3)\cong Cl(1,1)\otimes Cl(0,2)\cong M_{4}(\mathbb {R} )}

{\displaystyle Cl^{0}(1,3)\cong Cl(0,3)\cong \mathbb {H} \otimes _{\mathbb {R} }\mathbb {C} } oder
{\displaystyle Cl^{0}(1,3)\cong Cl(1,2)\cong M_{2}(\mathbb {R} )\oplus M_{2}(\mathbb {R} )}